# クマノイ
クマノイは、日本の漫画家、イラストレーター。隈井（くまい）名義を用いることもある。

## 人物
新潟県出身。埼玉県川口市在住。2014年より商業漫画家、イラストレーターとして活動している。高校2年生のときに本格的に絵を描き始め、ペンタブレットで東方Projectの二次創作を描いて当時開設間もなかったPixivにアップロードしていた。その後、スランプを経て「実在制服」をテーマに創作している。

## 作風
頭身が高く、デフォルメされたキャラクターデザインが特徴。漫画とイラストで作風を柔軟に描き分けている。

## 作品一覧

### 画集
- 『女子中・高生のイラストブック』日貿出版社 2018年9月10日発売 ISBN 978-4817021052
- 『女子中・高生の制服攻略本』KADOKAWA/アスキー・メディアワークス 2020年3月31日発売 ISBN 978-4049131024
- 『図解　閉校中学校の女子制服』日貿出版社 2023年2月9日発売 ISBN 978-4817021847

### 漫画
- 『リメインズ・JC』芳文社 まんがタイムKRコミックス
  1. 2015年4月27日発売 ISBN 978-4832245679
  2. 2016年1月27日発売 ISBN 978-4832246607
- 『うさぎのふらふら』（隈井名義）KADOKAWA 電撃コミックスNEXT
  1. 2018年10月25日発売 ISBN 978-4049121537
  2. 2019年9月26日発売 ISBN 978-4049127607